# Pierre Villepreux
Jean-Pierre Villepreux (Arnac-Pompadour, 5 luglio 1943) è un ex rugbista a 15, allenatore di rugby a 15, dirigente sportivo ed educatore francese, in carriera agonistica attivo come estremo o mediano d'apertura per Brive e Tolosa, nonché 34 volte internazionale per la Francia.
Da allenatore fu commissario tecnico della nazionale italiana e, più recentemente, dirigente della Federazione rugbistica francese e di quella internazionale; per i suoi meriti sportivi figura dal 2018 nella World Rugby Hall of Fame.

## Biografia

### Carriera agonistica
Nativo del Corrèze e figlio a sua volta di rugbista, Villepreux iniziò la pratica sportiva nel villaggio di Pompadour, nella squadra liceale; successivamente entrò nella formazione giovanile del Brive, principale club del dipartimento, nel quale esordì in campionato come mediano d'apertura.

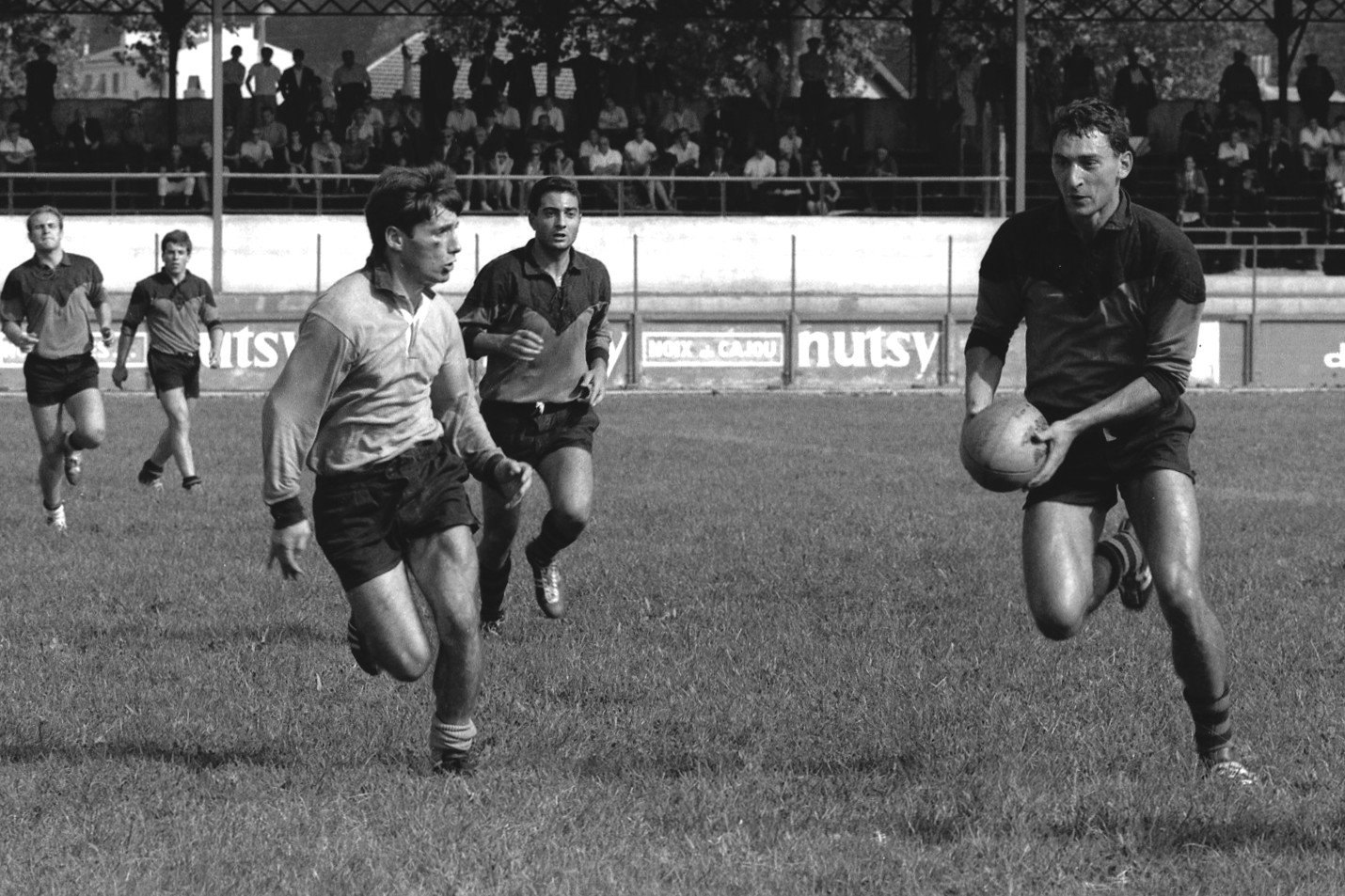
Villepreux giocatore a Tolosa nel settembre 1966

Più tardi si trasformò in estremo su richiesta del presidente del club, per lasciare il posto di apertura a un giocatore più giovane appena giunto in squadra; in tale ruolo abbandonò la tecnica fin lì utilizzata di calciare in avanti il pallone di punta, per adottare quella di collo piede, alla maniera dei giocatori di calcio, cosa questa che permetteva lanci più profondi e precisi.
Alternando l’attività amatoriale di rugbista alla professione di insegnante di educazione fisica, nel 1965 si iscrisse all'università Paul Sabatier di Tolosa, contenstualmente trasferendosi al locale club con il quale rimase fino alla fine della sua carriera agonistica.
Esordì in Nazionale francese nel 1967 a Tolone, in occasione dell'ultimo test match concesso all'Italia prima del 1997 (60-13 il risultato per i francesi), e prese parte ai Tornei del Cinque Nazioni dal 1967 al 1972, con tre vittorie finali di cui una con il Grande Slam (1968); nel corso del tour francese in Australasia del 1968, nonostante tre sconfitte in tre incontri con la Nuova Zelanda, in uno di essi Villepreux realizzò un'impresa mai realizzata in precedenza, la trasformazione di un calcio piazzato da una distanza di 65 metri dai pali.
Il suo ultimo test match, il 34°, fu a Brisbane nel 1972 contro l’Australia; a livello internazionale, fu invitato a giocare anche in tre match nelle file dei Barbarians.
Nel 1974 cessò l’attività agonistica: al suo attivo di club due finali di campionato, entrambe perse, nel 1965 nelle file del Brive e nel 1969 in quelle del Tolosa.

### Carriera tecnica
Dopo aver terminato di giocare, fu inviato dalla Federazione francese a Tahiti per promuovere il movimento in un dipartimento all’epoca dedito solo al calcio e totalmente digiuno di rugby, riuscendo a suscitare interesse in tale disciplina; nel 1978 fu chiamato dalla Federazione Italiana Rugby per guidare la Nazionale e fu messo sotto contratto dietro un ingaggio annuo, molto discusso, di trenta milioni di lire dell’epoca: l’esordio con la squadra azzurra fu il 24 ottobre a Rovigo contro l’Argentina, un’inaspettata vittoria per 19 a 6.
Nel triennio alla conduzione della Nazionale italiana Villepreux ottenne risultati di rilievo, grazie anche alla sua idea di organizzare corsi di formazione per tecnici di base; tra le performance più notevoli sotto la sua gestione figurano un 6-6 ottenuto contro una selezione nazionale U-23 inglese, una sconfitta di misura (9-15) contro la Francia A1 e, a fine 1979 (28 novembre), un’altra sconfitta, 12-18, contro gli All Blacks XV, al termine di una prestazione tuttavia convincente, anche se per tale incontro la Nuova Zelanda, di passaggio in Italia per il suo tour europeo, non concesse il full international.
Furono 24 in totale gli incontri di Villepreux alla guida dell’Italia, con 10 vittorie, 1 pareggio e 13 sconfitte.
Terminato l’incarico con la nazionale italiana, rientrò a Tolosa nel 1981; lì riprese la sua attività di insegnante di educazione fisica in un liceo cittadino e quella di allenatore della squadra in cui militò da giocatore; con quest'ultima vinse tre campionati nazionali nel 1985, 1986 e 1989; come insegnante, altresì, intraprese un progetto integrato, nel suo liceo, di sport e studio, che fu la fucina di numerosi elementi che poi si imposero a livello nazionale e internazionale.
Nel 1995 fu ingaggiato dallo staff tecnico del neo-C.T. della nazionale francese Jean-Claude Skrela come vice-allenatore.
In tale veste preparò la nazionale nel cammino verso la IV Coppa del Mondo che si tenne in Galles nel 1999; singolarmente, alla sua gestione è ascritta la prima sconfitta dei Bleus contro l'Italia (peraltro guidata da Georges Coste, altro tecnico francese), nel 1997 a Grenoble.
Nella Coppa del Mondo di rugby 1999 la coppia Skrela-Villepreux condusse la Francia fino alla finale di Cardiff, poi persa contro l’Australia.

### Attività dirigenziale ed educativa
Nel 1999 Villepreux cessò anche l’attività tecnica, e ricevette dalla Federazione francese l’incarico di Direttore Tecnico Nazionale, che presiede alla formazione, al settore tecnico, sviluppo, rapporti internazionali e rugby femminile.
In tale veste Villepreux sostenne la necessità dell’educazione alla disciplina sportiva fin dal livello scolastico e del corretto riposizionamento della filiera formativa verso l’alto livello; promosse e prese parte a diverse conferenze e iniziative di carattere didattico anche in virtù della sua preparazione in educazione fisica; infine, nel 2003, ricevette dall’International Rugby Board l’incarico di coordinatore dei programmi di sviluppo del rugby in Europa, con l’intento di avvicinare il tasso di competitività dei Paesi di seconda fascia (come Romania, Spagna, Portogallo e Georgia) a quello di coloro militanti nel Sei Nazioni; successivamente entrò anche nella commissione del regolamento di gioco della stessa IRB.
Propugnatore di un rugby più spettacolare e legato al gioco piuttosto che al risultato (è autore di diverse opere di divulgazione del rugby, delle sue tecniche e sui suoi metodi d’insegnamento), Villepreux sostiene da sempre la necessità di tenere in conto l’abilità tecnica e non solo la potenza fisica, soprattutto nell’era professionistica, posizione ribadita anche in un’intervista concessa in occasione della presentazione della sua autobiografia, Intercalé (2011), in cui sottolineò anche una tendenza più utilitaristica delle squadre dell’Emisfero Nord, laddove quelle del Sud hanno, a suo giudizio, assimilato più velocemente le nuove modifiche regolamentari che favoriscono il gioco.
Nel 2017, nelle more del ballottaggio delle elezioni presidenziali francesi, firmò l’appello di un gruppo di sportivi a sostegno della candidatura all’Eliseo di Emmanuel Macron «affinché lo sport rimanga uno spazio di libertà, uguaglianza e fratellanza».
In riconoscimento della sua lunga attività per il rugby internazionale, dal settembre 2018 Villepreux figura tra gli ammessi alla World Rugby Hall of Fame.
In onore dell'80º compleanno di Villepreux, il 7 ottobre 2023 si è tenuta ad Arnac-Pompadour, suo luogo di nascita, un'amichevole tra il locale club e una selezione del Tolosa.

## Palmarès

### Allenatore
- Campionati francesi: 3
Tolosa: 1984-85, 1985-86, 1988-89
- Coppe di Francia: 1
Tolosa: 1987-88
- Campionati italiani: 1
Benetton Treviso: 1991-92

## Opere
- (FR) Pierre Villepreux, Le rugby, Paris, Denoël, 1991, ISBN 2-207-23877-6.
- (FR) Pierre Villepreux, Formation au rugby de mouvement, Toulouse, Cépaduès, 1993, ISBN 2-85428-309-0.
- (FR) Pierre Villepreux, Le rugby à XV. Les règles, la technique, la pratique, Toulouse, Milan Presse, 1995, ISBN 2-84113-598-5.
- (FR) Pierre Villepreux e Vincent Lafon, Envoyez du jeu! Le management du changement à l’école du rugby, Pearson-Village mondial, Paris, 2004, ISBN 2-7440-6086-0.
- (FR) Pierre Villepreux, Intercalé : Autobiographie, Paris, Hugo & Cie, 2011, ISBN 2-7556-0648-7.

## Partecipazioni a convegni
- (FR) Pierre Villepreux, Jean Arrouye e Pierre Sansot, Le rugby entre ciel et grenat. Exposition Maison Delaunay, 24 octobre 1996-31 janvier 1997, Ville de Bourgoin-Jallieu, 1996.
- (FR) Pierre Villepreux, Fabrice Brochard, Le rugby de haut niveau: actes du colloque de Saint-Etienne du 10 octobre 1997, Toulouse, Cépaduès, 1998, ISBN 2-85428-484-4.